# IBM 5250

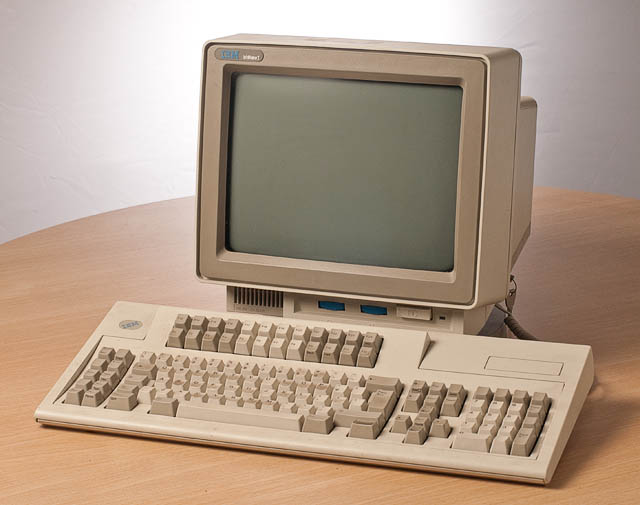
Термінал IBM 3486, сумісний з 5250. Підтримує дві сесії одночасно, має монохромний екран з жовто-коричневим кольором відображення. Оригінальний термінал 5251-1 мав значно меншу клавіатуру.

IBM 5250 — сімейство блок-орієнтованих терміналів, представлене компанією IBM у складі комп'ютерів System/34 у 1977 році. Дані термінали також сумісні з пізнішими машинами System/36, System/38, AS/400 і System i, і з системами IBM Power Systems під керуванням ОС IBM i.

## Будова
Термінали 5250 можна під'єднувати до комп'ютера безпосередньо або віддалено за допомогою спеціалізованого модема на швидкості до 9600 біт/с. Термінал має синхронний інтерфейс SDLC, фізичний з'єднувач — твінаксіального типу. Пристрої можуть з'єднуватися у ланцюжок.
У 1980 році серія 5250 містила наступні пристрої:
- Власне термінал 5251 ("Display Station"). Екран дисплея монохромний, лише текстовий режим, відображення або 960 символів (12 рядків по 80 знаків), або 1920 символів (24 рядки по 80 символів). Стандартна підтримка великих і малих літер. Атрибути тексту: мигання, підвищена яскравість, інверсія, заборона відображення, підкреслювання, і унікальний атрибут «розділювач стовпців» (англ. column separator), що додавав праворуч і ліворуч від символа вертикальні риски.
- Здвоєна «дисплейна станція» IBM 5252: електронно-променева трубка унікальної конструкції з двома незалежними екранами, що розташовані один навпроти одного, і відображають 12 рядків тексту. Екрани розміщені у одному корпусі; термінал має дві незалежних клавіатури для двох операторів. Перший анонс серії 5250 не містив згадки про систему 5252.
- Матричний принтер IBM 5256. Різні моделі мали швидкість друку 40, 60 або 120 символів за секунду (рядок тексту — 132 знаки).

Вага деяких терміналів серії 5250 доходила до 36 кг. Клавіші при натискуванні видають досить голосний «клацаючий» звук, схожий на звуки клавіатур друкарських машинок ери 1980-х.

## Спадок
IBM 5250 концептуально схожий на IBM 3270, але несумісний з ним. 
У 21-му столітті термін «5250» більше використовується як назва протоколу, а не як назва фізичних терміналів, мало яких збереглося. Протокол імплементований у прикладних програмах для різних операційних систем і браузерів. Протокол 5250 перероблявся і доповнювався кілька разів за час свого існування. З доданих особливостей можна відзначити: вікна, що спливають, екранні кнопки вибору опцій, обробка миші, випадаючі меню.
Справжні термінали 5250 можуть використовуватися системними адміністраторами як «останній засіб», коли єдиним методом запуску комп'ютера чи керування ним є фізично під'єднаний термінал.